# 長鬚王蜥屬
長鬚王蜥屬（学名：Barbaturex）是一种已灭绝的食草鬣蜥，生存于始新世晚期（约3720万年前）的缅甸，屬下只有單種莫氏長鬚王蜥（Barbaturex morrisoni）。

## 名稱起源
長鬚王蜥屬的學名是拉丁詞「Barbatus」和「rex」的混成詞，意即「有鬍鬚的王者」，因其下顎的突出物和龐大的體積而得名。至於屬下單種名稱中的「莫氏」（morrisoni）則指的門戶樂隊的主唱占·摩利臣，因他有「蜥蜴王」（The Lizard King）之稱。

## 特徵
由莫氏長鬚王蜥的骨骼的大小可知，其吻肛距離約為1米，延至尾部則有1.8米。